# Merindad de Valdeporres
Merindad de Valdeporres – gmina w Hiszpanii, w prowincji Burgos, w Kastylii i León, o powierzchni 120,17 km². W 2011 roku gmina liczyła 461 mieszkańców.